# A Walk in the Clouds (soundtrack)
A Walk in the Clouds is de originele soundtrack, gecomponeerd en gedirigeerd door Maurice Jarre voor de film A Walk in the Clouds uit 1995 van Alfonso Arau. Het album werd uitgebracht in 1995 door Milan Records.

## Achtergrond
De muziek werd opgenomen in de Sony Pictures Studios in Culver City. Solist op de klassieke gitaar was Liona Boyd. Het werd opgenomen en gemixt door geluidstechnicus Shawn Murphy. Naast de filmmuziek van Jarre, bevat het album ook de liedjes "Crush the grapes" en "Mariachi Serenade" die geschreven zijn door Leo Brouwer (muziek) en Alfonso Arau (tekst). Deze nummers werden uitgevoerd door Febronio Covarrubias, Ismael Gallegos Color D' Luna, Juan Jimenez & Roberto Huerta.
Met de soundtrack won Jarre de Golden Globe voor beste filmmuziek.
In 2012 bracht La-La Land Records een uitgebreide versie van de soundtrack uit. Het album bevat 26 nummers en werd uitgebracht in een beperkte oplage van tweeduizend exemplaren.

## Tracklijst
Alle muziek en teksten zijn geschreven door Maurice Jarre, tenzij anders vermeld. 
| 1.                 | Victoria             | 7:29  |
| 2.                 | Butterfly Wings      | 2:54  |
| 3.                 | The Harvest          | 3:01  |
| 4.                 | Crush the Grapes *   | 2:17  |
| 5.                 | First Kiss           | 3:15  |
| 6.                 | Mariachi Serenade *  | 2:49  |
| 7.                 | Fire and Destruction | 10:17 |
| 8.                 | A Walk in the Clouds | 3:05  |
| Totale duur: 35:07 |                      |       |

* Tekst door Alfonso Arau
Muziek door Leo Brouwer
Uitgevoerd door Febronio Covarrubias, Ismael Gallegos Color D' Luna, Juan Jimenez & Roberto Huerta

## Prijzen en nominaties
| Jaar | Prijs        | Categorie        | Genomineerde(n)                      | Uitslag  |
| ---- | ------------ | ---------------- | ------------------------------------ | -------- |
| 1996 | Golden Globe | Beste filmmuziek | A Walk in the Clouds – Maurice Jarre | Gewonnen |